# Prenez garde à la peinture (film, 1933)
Pour les articles homonymes, voir Prenez garde à la peinture (homonymie).
Pour plus de détails, voir Fiche technique et Distribution.
Prenez garde à la peinture est un film français réalisé par Henri Chomette et sorti en 1933. 

## Fiche technique
- Titre original : Prenez garde à la peinture
- Réalisation : Henri Chomette, assisté de Jacques Houssin
- Scénario : adapté  d'après la pièce éponyme de René Fauchois
- Direction artistique : Robert Gys
- Photographie : Louis Chaix et Marius Roger
- Musique : Georges Van Parys
- Production : Robert Moussard
- Société de production :  Epoc Films
- Pays :  France
- Format :  Noir et blanc - 1,37:1 - 35 mm - Son mono
- Genre : Comédie
- Durée : 86 minutes
- Date de sortie :	
  - France : 1933

## Distribution
- Jean Aquistapace : Le docteur Gadarin
- Milly Mathis : Héloïse Gadarin
- Jean Périer : M. Grépaux, le critique d'art
- Charlotte Clasis : Ursule, la bonne des Gadarin
- Christiane Jean : Mme Grépeaux, la femme du critique d'art
- Romain Bouquet : Cotillard, le faussaire
- Simone Simon : Amélie Gadarin
- Paul Ollivier : Le facteur
- Jean Brunil : Léon Bouquet
- Renée Dennsy : Zulma Gadarin
- Paul Robert : Cachex, le marchand d'art